# (35058) 1985 RP4
1985 RP4 (asteroide 35058) é um asteroide da cintura principal. Possui uma excentricidade de 0.24695330 e uma inclinação de 3.75402º.
Este asteroide foi descoberto no dia 12 de setembro de 1985 por Henri Debehogne em La Silla.